# Adoretus agnatus
Adoretus agnatus är en skalbaggsart som beskrevs av Machatschke 1964. Adoretus agnatus ingår i släktet Adoretus och familjen Rutelidae. Inga underarter finns listade i Catalogue of Life.